# Fouad Rachid
Fouad Rachid (Mayotte, 15 novembre 1991) è un calciatore francese naturalizzato comoriano, centrocampista del Luneville.

## Carriera

### Club
Gioca dal 2008 al 2011 al Nancy 2. Nel 2010 viene promosso in prima squadra. Nel 2012, dopo una breve esperienza all'Épinal, torna al Nancy. Nel 2015 passa al Fola Esch. Nel 2016 si trasferisce al Luneville.

### Nazionale
Ha debuttato in nazionale l'11 novembre 2011, in Comore-Mozambico. Ha collezionato in totale, con la maglia della nazionale, 4 presenze.